# Polstonia pelagocorypha
Polstonia pelagocorypha är en stekelart som beskrevs av Heydon 1988. Polstonia pelagocorypha ingår i släktet Polstonia och familjen puppglanssteklar.
Artens utbredningsområde är Colombia. Inga underarter finns listade i Catalogue of Life.